# Noord Deurningen
Pour l’article homonyme, voir Deurningen.
Noord Deurningen est un village situé dans la commune néerlandaise de Dinkelland, dans la province d'Overijssel. Le 1er janvier 2008, le village comptait 1 045 habitants.
Le coureur cycliste Hennie Kuiper y est né en 1949.